# Васа (име)
Васа је мушко или женско српско хришћанско име, које потиче од грчког Βεσα (Besa), Βεσσα (Bessa). Према новогрчком изговору β (b) се чита као в [по старогрчком као б], па отуда и ово име које значи „дама“, „госпођа“.

## Занимљивост
У Финској постоји град који носи назив Васа.

## Облици имена
Сродно име је Василије.